# 트레이시 빙엄
트레이시 빙엄(Traci Bingham, 1968년 1월 13일 ~ )은 미국의 배우이다.

## 출연 작품
- 블랙 위도우 (2010)
- 배드 비즈니스 (2003)
- 사랑은 언제나 좋아 (2001)
- 풀리쉬 (1999)
- 드림 팀 (1999)
- SOS 해상 구조대 (1989)